# Piràmide pentagonal

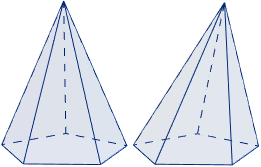
Piràmide pentagonal recta (esquerra) i obliqua (dreta).

En geometria, la piràmide pentagonal és una piràmide que té un pentàgon a la base. Aquest políedre té 6 cares, 10 arestes i 6 vèrtexs.
Si el vèrtex oposat a la base pentagonal està sobre la perpendicular traçada al centra del pentàgon llavors té simetria C5v.
Com totes les piràmides, és dual de si mateixa.

## Àrea i volum
L'àrea d'una piràmide pentagonal d'altura {\displaystyle h} amb base pentagonal regular de costat {\displaystyle L} és
{\displaystyle A={\frac {5}{4}}\cdot L\cdot {\frac {L+{\sqrt {L^{2}+4h^{2}(5-2{\sqrt {5}})}}}{\sqrt {5-2{\sqrt {5}}}}}}
I el seu volum és
{\displaystyle V=L^{2}\cdot h\cdot {\frac {\sqrt {25+10{\sqrt {5}}}}{12}}}

## Sòlid de Johnson
Si les cares triangulars de la piràmide són triangles equilàters, llavors és un dels noranta-dos sòlids de Johnson (J₂).
L'altura de la pirámide d'aresta a és
{\displaystyle H=a{\sqrt {\frac {5-{\sqrt {5}}}{10}}}}
L'àrea (A) i el volum (V) de la piràmide són
{\displaystyle A={\frac {1}{2}}\cdot a^{2}{\sqrt {{\frac {5}{2}}\left(10+{\sqrt {5}}+{\sqrt {75+30{\sqrt {5}}}}\right)}}}
{\displaystyle V={\frac {1}{24}}\left(5+{\sqrt {5}}\right)a^{3}}

## Desenvolupament pla

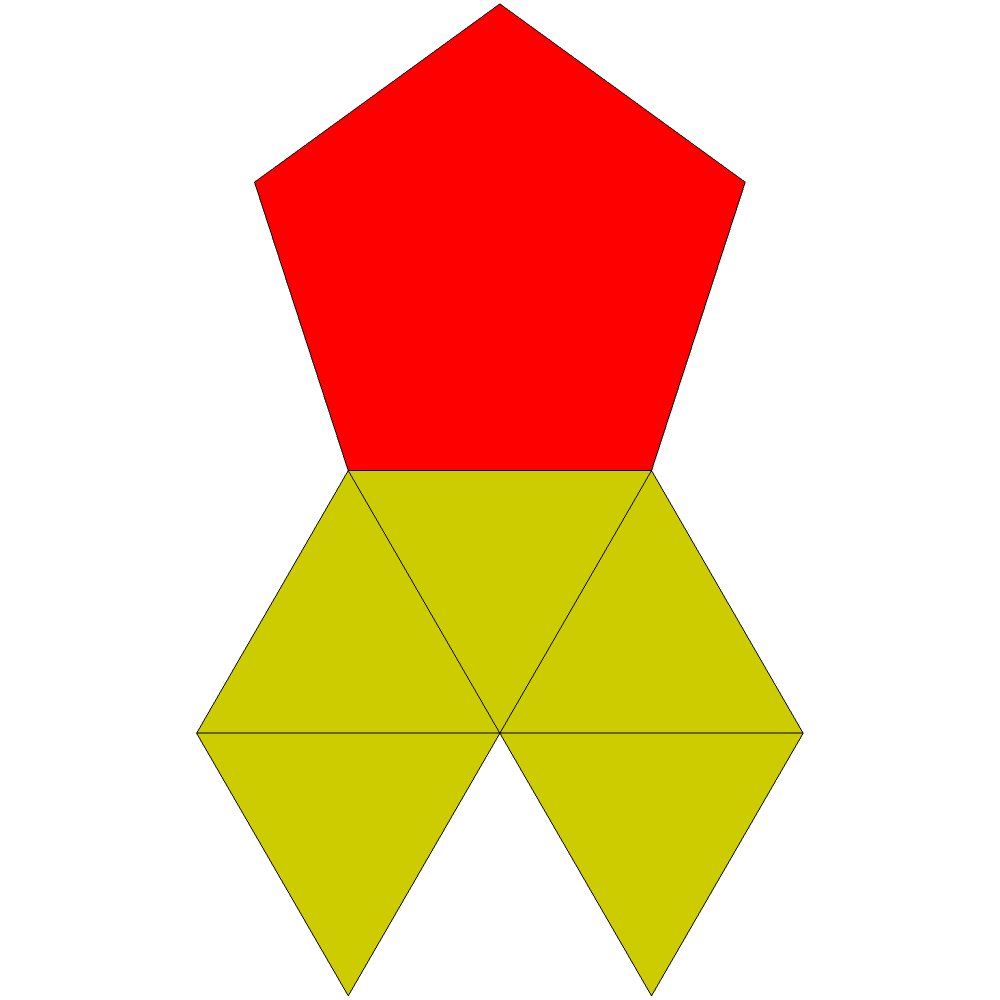
Desenvolupament pla de la piràmide pentagonal